# Голиченко, Виктор Степанович
Голиченко Виктор Степанович (22 августа 1922 — 30 июля 2000) — советский военачальник, участник Великой Отечественной войны, генерал-лейтенант авиации (1972). С 1964 по 1967 командовал 240-й истребительной авиационной дивизией, а затем командующий 4-й воздушной армией (СССР)

## Биография
Родился 22 августа 1922 года в селе Молодьково, Брянской области.
На службе в РККА с 1941. На фронтах Великой Отечественной войны с 15 октября 1942 года. Участник Сталинградской битвы, Битвы за Кавказ.
Воевал в составе 293-го истребительного авиационного полка. Совершил 204 боевых вылета, провел 32 воздушных боя. Сбил 7 самолётов противника лично и 2 в группе. Летал на Як-1, Як-9 и других.
После войны служил на командных должностях в ГДР, Польше, Грузии, Молдавии.
Указом Президиума ВС СССР № 363 от 17.08.1973 года присвоено звание заслуженного военного летчика СССР
Награждён девятью орденами СССР, а также Орденом Возрождения Польши 3 степени.
Умер 30 июля 2000 года в Москве. Похоронен на Троекуровском кладбище (участок №4)